# Charata
Charata es una localidad argentina, la más importante del sudoeste de la provincia del Chaco. El lema con el que se presenta la localidad y da la bienvenida a quien en ella ingresa es «Charata: La Perla del Oeste». Dentro del municipio también se halla la localidad de Tres Estacas.

## Toponimia
Charata, topónimo que deriva de la presencia de una especie de pava montés (Ortalis canicollis) cuyo nombre regional es charata.

## Geografía

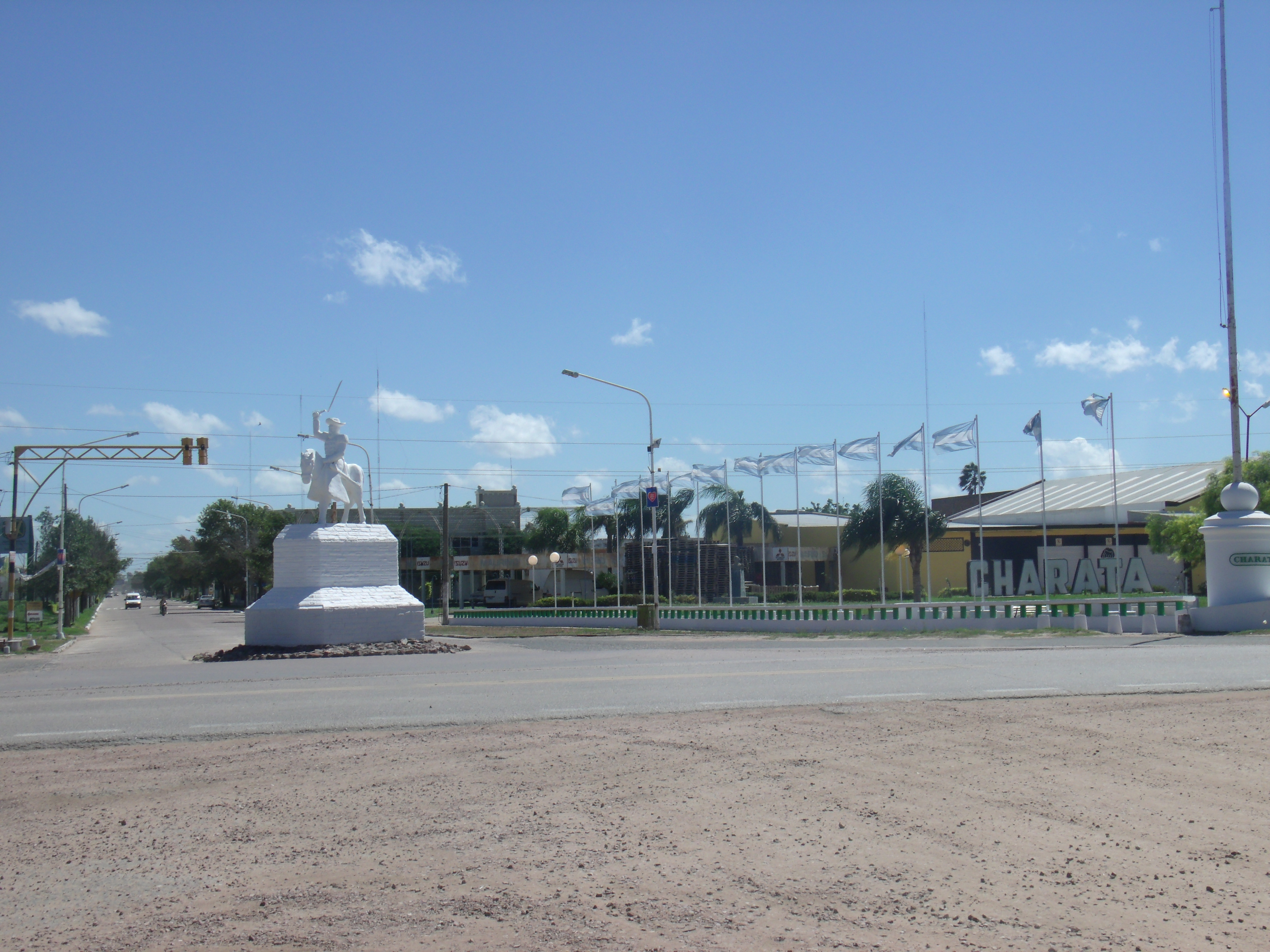
Acceso a Charata desde la Ruta Nacional 89.

Es la ciudad cabecera del departamento Chacabuco. Se encuentra dentro de una región de tierras muy fértiles en la región chaqueña  dedicadas mayoritariamente a la agricultura; el cultivo de oleaginosas (especialmente la soja, antecedido por el del algodón) motorizó en los últimos años el crecimiento económico de la región, logro por el cual Charata sea reconocida como la ciudad más promisoria de toda su provincia. 
También cuenta con cámaras frigoríficas de carne vacuna  y fábricas de chacinados porcinos. La ciudad se encuentra en el cruce de la RN 89 con la ruta provincial 94.

## Clima
La ciudad se encuentra en la zona subtropical con estación seca. La temperatura media anual es alrededor de 20 °C, las precipitaciones se concentran más en verano y llueve muy poco en invierno; es por eso que se origina una estación seca. 
El tipo de clima local es semitropical continental.

## Historia
Hacia el siglo XVI, el territorio en el cual se encuentra Charata estaba poblado por etnias del conjunto pámpido, las cuales eran trashumantes y obtenían sus recursos principalmente de la caza y de la recolección, al competir por tales recursos tales etnias entraban frecuentemente en conflicto; de las mismas se destacan la emokovit, la abipón y la qom'lek. El sitio en el cual se fundó el actual núcleo urbano de Charata se encuentra en uno de los accesos al Campo del Cielo.
Tras 1885, la zona comenzó a recibir una importante inmigración europea, de modo que muchos charatenses son descendientes de inmigrantes italianos, españoles, y en menor grado alemanes. La estación del kilómetro 708 del ferrocarril, y la alta productividad de sus tierras fueron los principales motores de su desarrollo. El 4 de octubre de 1914, la población recibió su reconocimiento oficial.

### La Forestal
Según la oralidad histórica, sus primeros habitantes fueron «braceros» temporarios. La empresa inglesa era la Argentine Quebracho Company, construyendo una fábrica de tanino, con explotación intensiva del quebracho colorado, con destino a la fábrica. Las tierras estaban divididas en dos:
1. una pertenecía a la firma Hartenek, que para entonces ya había establecido dos fábricas en Calchaquí y Santa Felicia,
2. la otra pertenecía al Banco Territorial. Luego la compra la Argentine Quebracho Company.

1918: la compañía pasa a capitales ingleses como parte de la compensación por los daños durante la guerra de 1914-1918. Así se crea la Forestal Argentina Ltda. La industria taninera hizo surgir esta población, que comenzó a instalarse dentro del espacio preparado para ello cercado con alambres tejidos y de púas, en prevención de ataque de fieras y de indígenas. Primeros habitantes: norteamericanos, italianos y alemanes (obreros y técnicos especializados).
Se termina la traza urbana y sección quintas, con plaza y campos de deporte, cementerio, iglesia católica, oficinas públicas, etc. Comenzaba el progreso; en las festividades patrias, en los edificios de la Forestal Argentina Ltda., fábrica, hospitales, club social, se enarbolaba la bandera argentina a derecha y la bandera inglesa a izquierda. 
Una vez elegido el sitio para el pueblo, La Forestal, con sus propios ingenieros y técnicos, hizo relevamientos, trazó planos e inició la tarea de construir edificios, viviendas, fábricas, conservando el dominio sobre toda la tierra.
Actividades culturales
El programa radial «El Retrovisor» fue declarado de interés comunitario y cultural por el Concejo, por su aporte a la recuperación de memoria colectiva de la ciudad.
En 2014 se festejó el centenario de la localidad.

## Deporte
En básquetbol, los clubes Asociación Italiana y Asociación Española participaron en la temporada 2010/2011 del Torneo Nacional de Ascenso, segunda categoría nacional. En constante crecimiento también se encuentran el Club Hércules, el cual se moderniza día a día.
El 29 de octubre de 1921 se fundó el primer club de fútbol de Charata, el Club Social y Deportivo Juventud Unida.

## Población

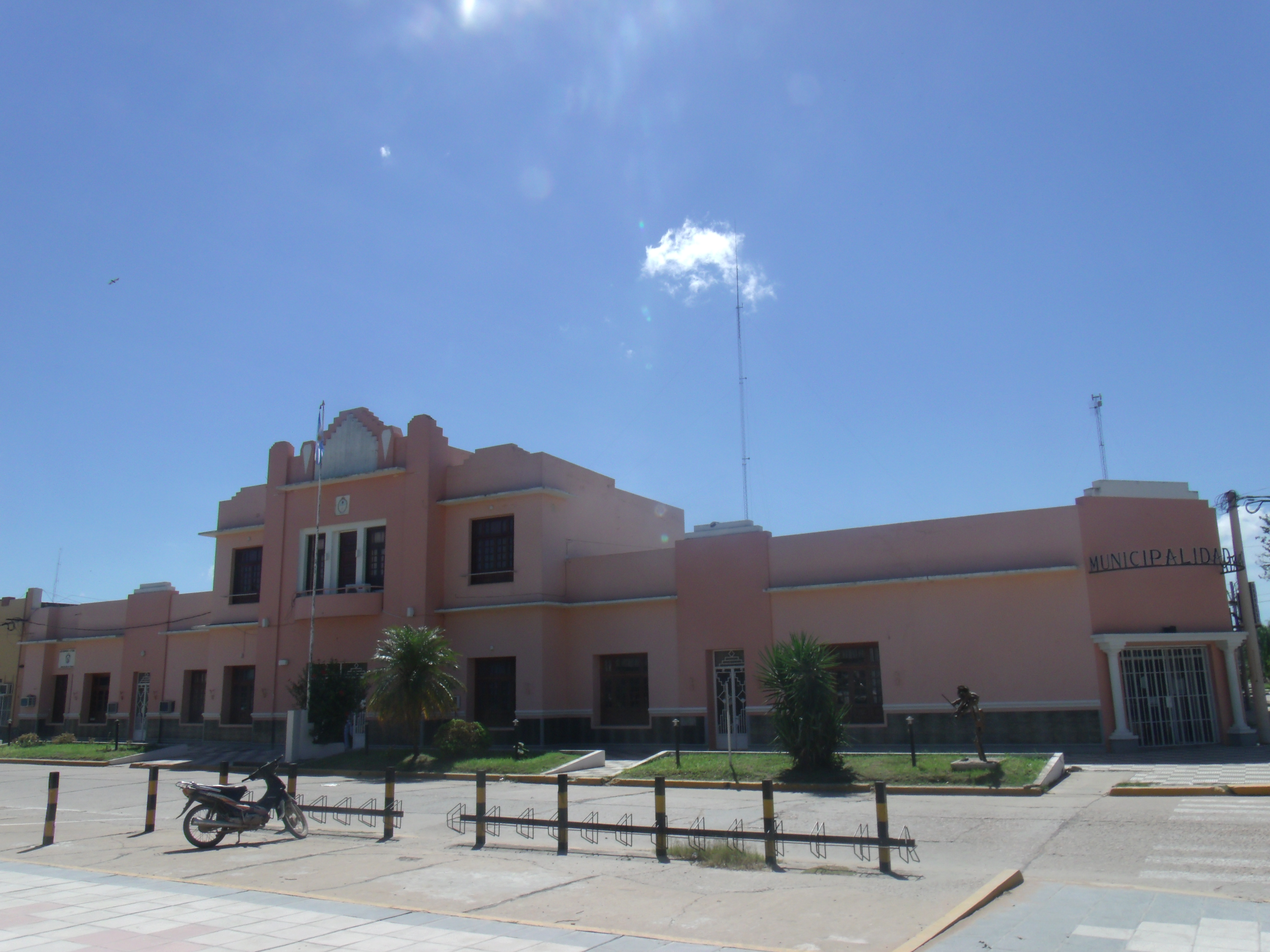
Sede de la Municipalidad de Charata frente a la plaza San Martín

Cuenta con 26 497 habitantes (Indec, 2010), lo que representa un incremento del 17 % frente a los 22,573 habitantes (Indec, 2001) del censo anterior. Esta magnitud la sitúa como el 6.º aglomerado urbano de la provincia.
| Gráfica de evolución demográfica de Charata entre 1991 y 2010 |
|                                                               |
| Fuente: Censos nacionales del INDEC                           |

## Personalidades
- Dr. Enrique Viriato de Llamas: el primer chaqueño en recibir el título de Doctor en Medicina. Fundador del Hospital de Charata que hoy lleva su nombre, fue además una figura política de gran trascendencia.[4]

- Bettiana Blum: actriz y directora teatral.
- Osvaldo Jorge García: militar de la guerra de las Malvinas.
- Silvana Schneider: vicegobernadora del Chaco desde 2023.

## Educación
La UNNE (Universidad Nacional del Nordeste) está presente en Charata desde el 4 de octubre de 2004. Ese día, cuando la perla del oeste cumplía 90 años, se firmaba el convenio marco de cooperación entre el rectorado y la municipalidad local. Al año siguiente comenzó el dictado de clases del ciclo común.[cita requerida]

## Eventos culturales y turísticos

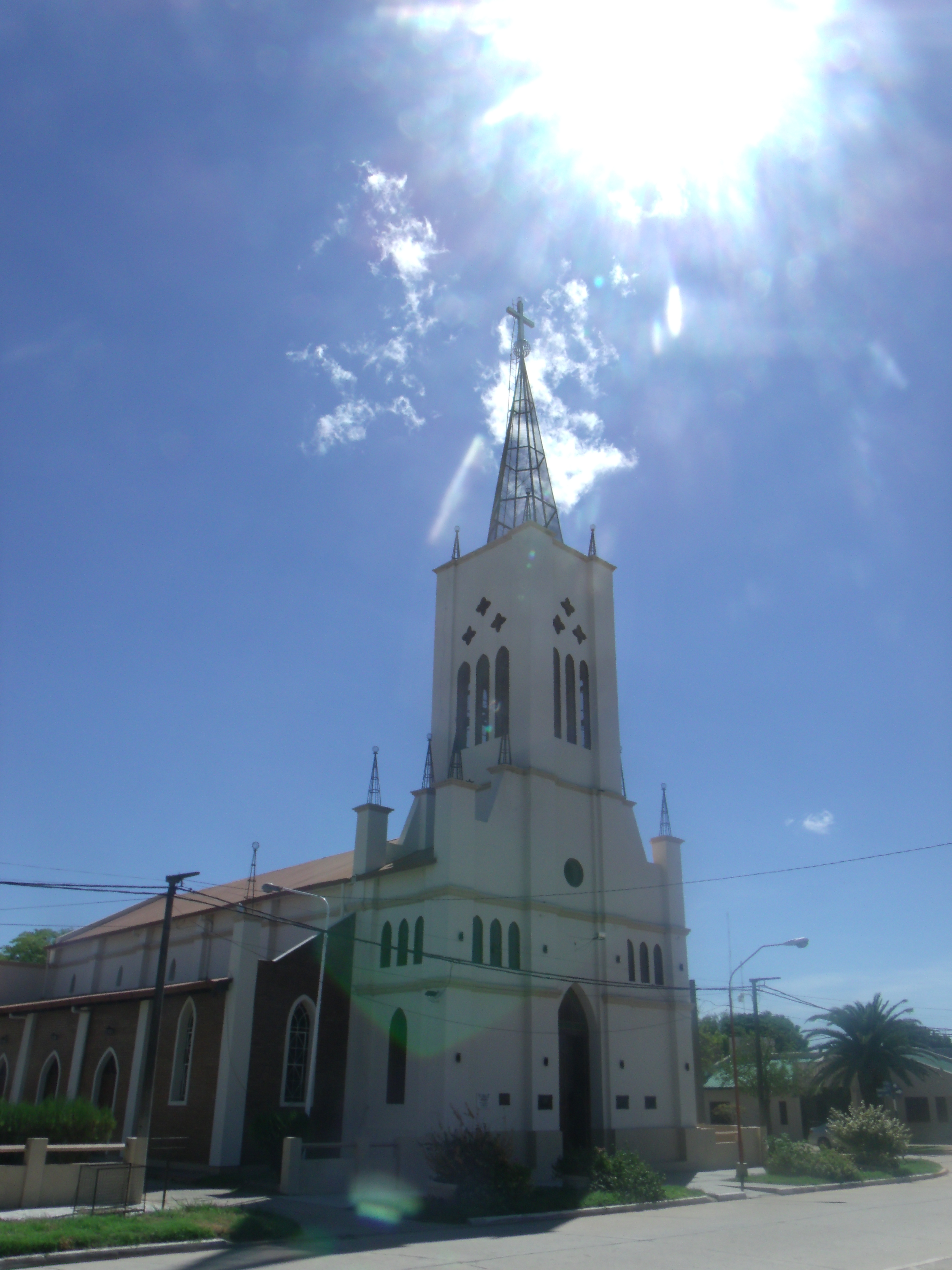
Principal templo católico de Charata frente a la plaza San Martín

- Fiesta Aniversario. Fecha: 4 de octubre. En 2014 fue el centenario de esta localidad.
- Festival de Danza, Lonja y Espuela. 1.ª semana de octubre.
- Festival de doma, desfile de agrupaciones gauchas de varias provincias, grupos folclóricos, bailanta «popular» y asado criollo.
- Festival del Monólogo. Del 15 al 17 de octubre. Es un festival de oratoria, recital y poesía, en dos categorías (libre y estudiantil). Las poesías son de autores reconocidos y se evalúa la interpretación.
- Gran Expo-Tunning: 1.ª quincena de noviembre. Gran exposición de autos, camionetas y motos, show de motos, muestra de autos antiguos, presentación de bandas en vivo y cierre con fuegos artificiales.
- Encuentros de Artesanos del Nordeste Argentino: 1.ª quincena de diciembre. Participan artesanos de la ciudad, de localidades vecinas y de provincias como Corrientes y Formosa. Se suman a este encuentro actividades folclóricas.
- Encuentro Interprovincial de Escultores: 1.ª semana de marzo. Encuentro en el predio del Rincón del Artesano, participando escultores de Chaco y de otras provincias.
- Fiesta Provincial del Cerdo: 24 de abril. Exposición y venta de reproductores de cerdos de cabañas locales y de otras provincias, sumándose caprinos y aves. Remates de hacienda. Charlas técnicas. Comidas típicas. Festival de música folclórica, con figuras de danza argentina, canto y música popular.
- Muestra Dinámica y Estática Expo–Agronea: del 22 al 24 de junio. Exposición del agro, con 120 ha (hectáreas) a solo 3 km (kilómetros) de la zona urbana. Fábricas de maquinarias, implementos agrícolas, semilleros y agroquímicas presentan sus productos. Muestra dinámica en el campo.
- Fiesta Patronal de Nuestra Señora del Perpetuo Socorro. 27 de junio.
- Certamen Zonal de Danzas Nativas y Malambo. 3.ª semana de julio.
- Encuentro Provincial de Teatro para Estudiantes Secundarios. Del 30 al 4 de septiembre. Permite actualizar las técnicas teatrales entre estudiantes secundarios.
- Estudiantina: se realiza desde el 2016. Festejo del día de los estudiantes con la participación de colegios secundarios dónde muestran el trabajo en equipo en distintas propuestas. Además, eligen al rey y reina de los estudiantes, se celebra en septiembre.

## Espacios verdes

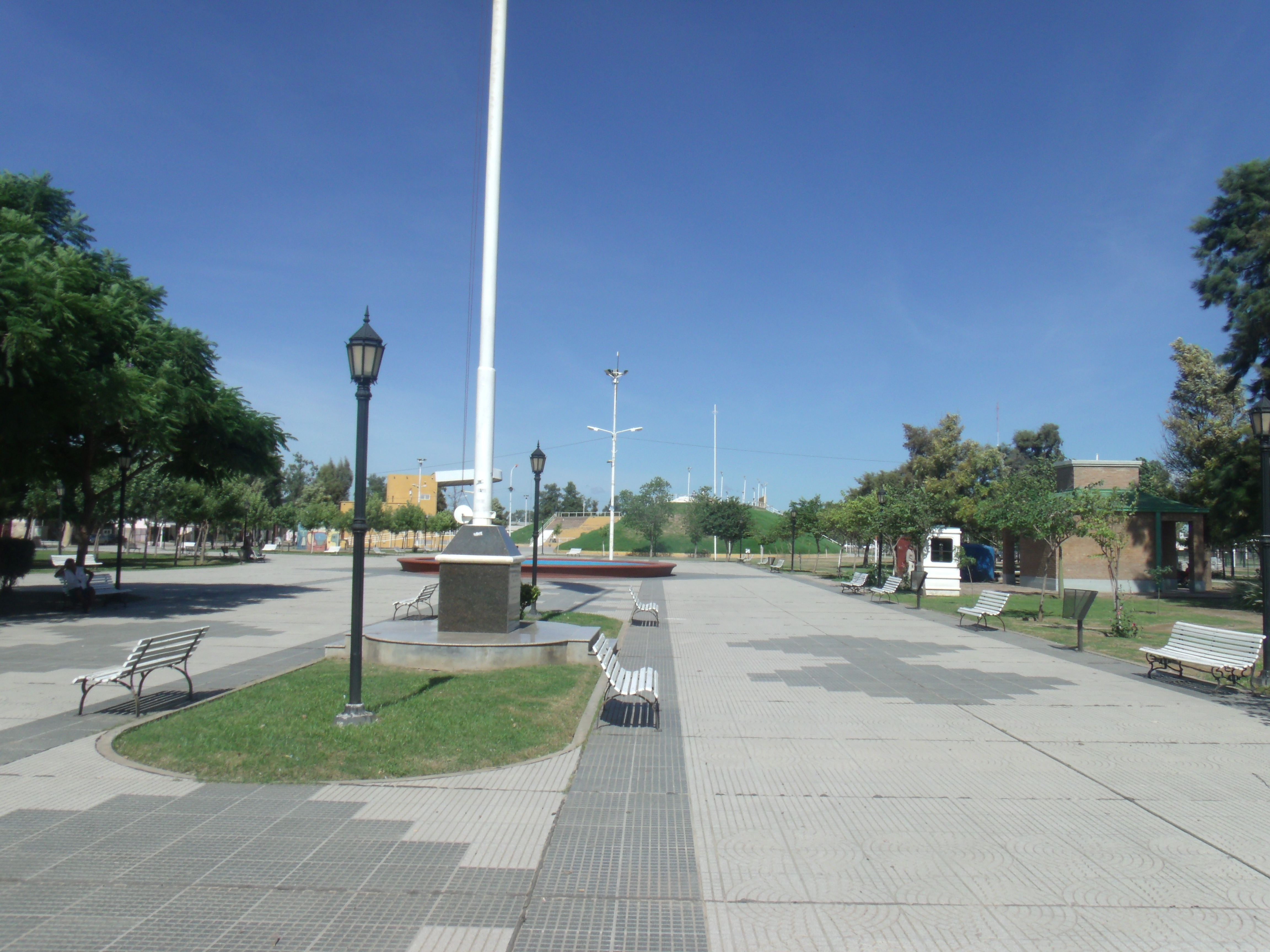
Parque Paseo del Sol hacia el Anfiteatro, en la zona de las vías del ferrocarril en Charata.

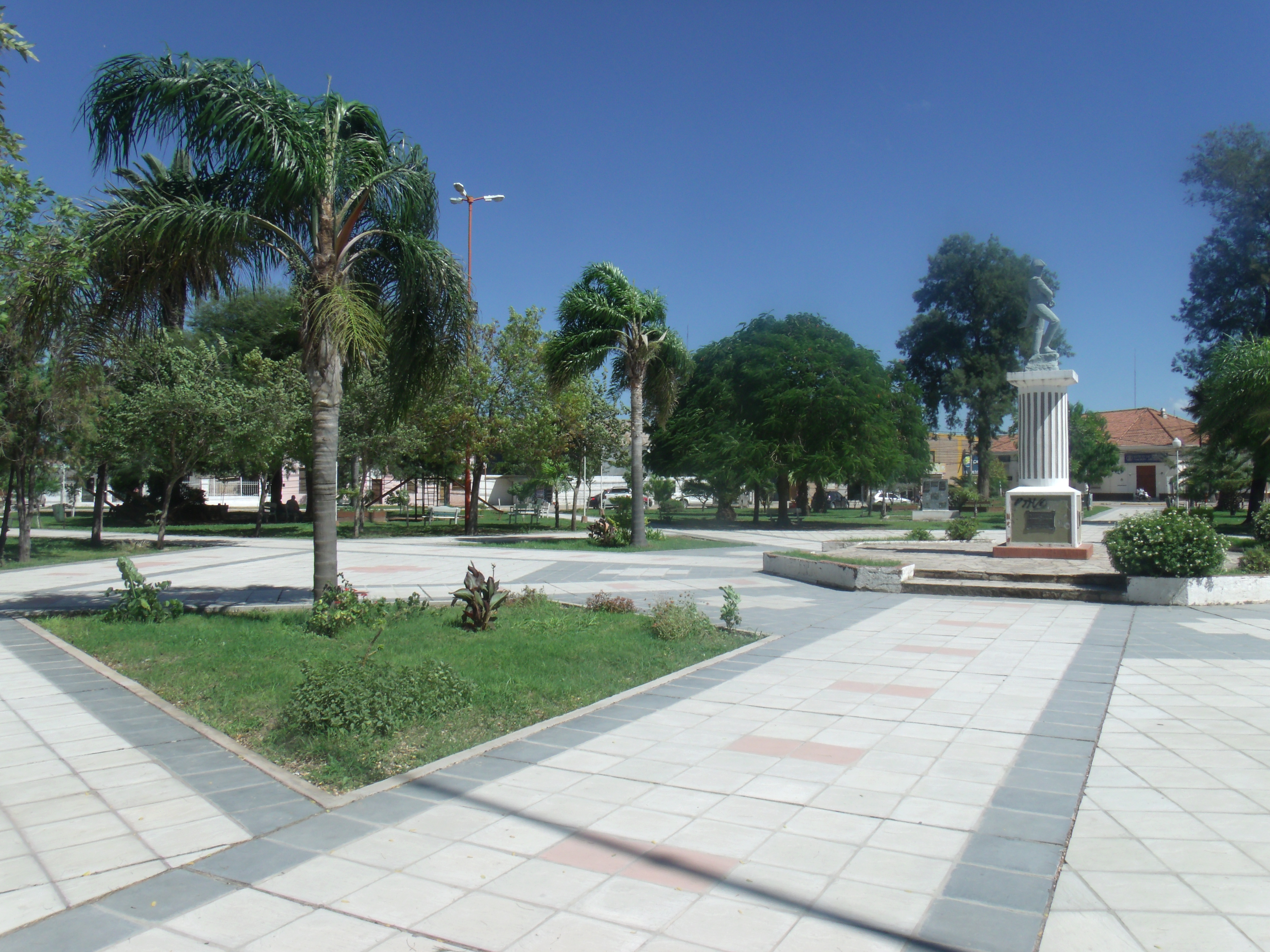
Vista del centro de la plaza San Martín en Charata

La ciudad de Charata cuenta con una plaza rodeada por la avenida Güemes, la calle Belgrano, la calle San Martín y la calle Tacuarí. Esta plaza inaugurada en el año 2011, es utilizada por toda la ciudad para diferentes eventos. Cuenta con alumbrado público, parquización, veredas, sanitarios de 80 m² (metros cuadrados), tribunas anfiteatro, escenario anfiteatro, vestuarios y depósitos, camarines, hall público ante-escenario,  estacionamiento,  juegos infantiles con alumbrado, canchas de fútbol 7 con alumbrado y básquet con alumbrados, bancos y cestos.
Cuenta con una de las pistas de skate y BMX más grandes de Sudamérica.

## Vías de comunicación

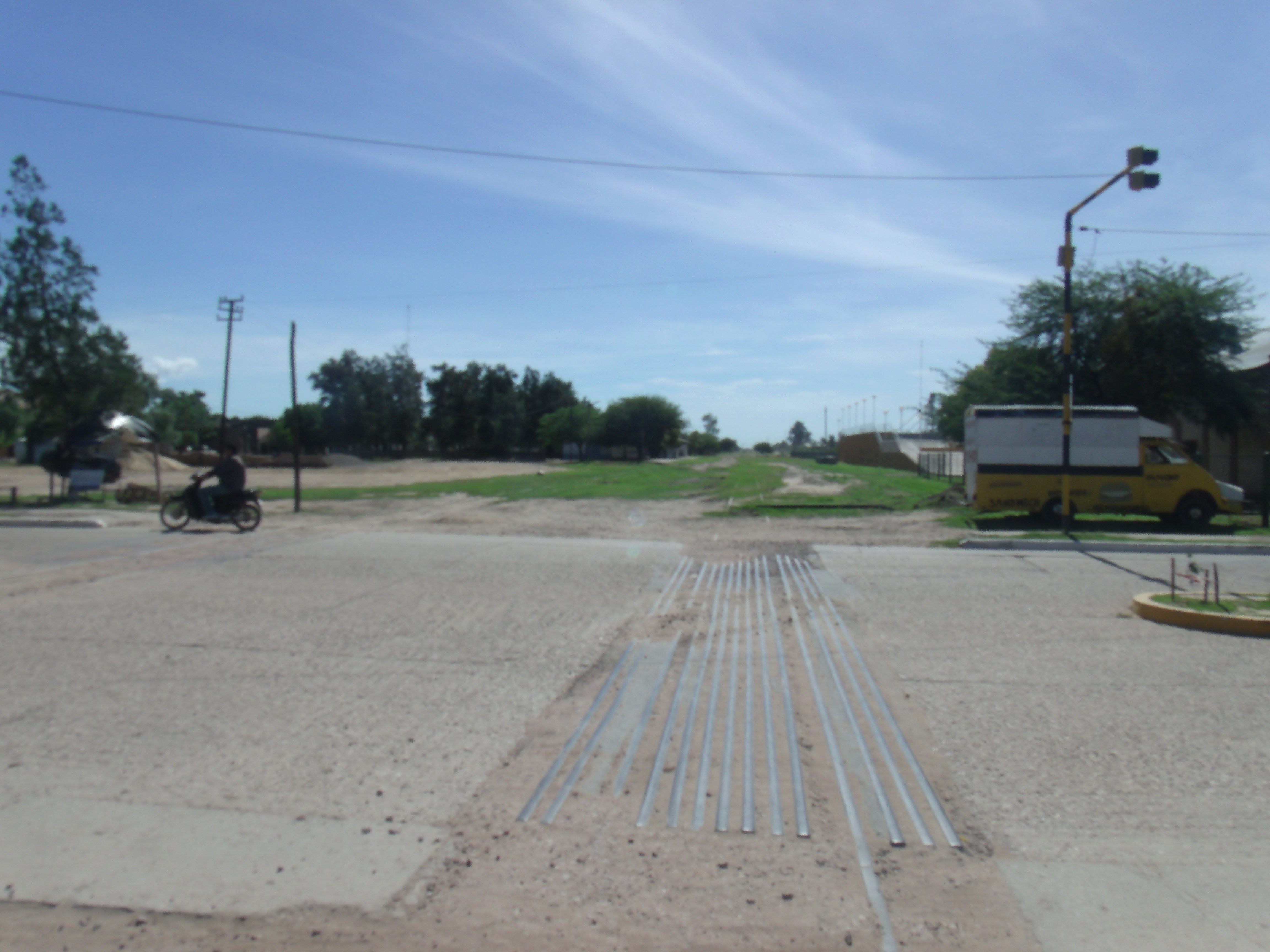
Vista de las vías del ferrocarril en Charata sobre la calle Güemes hacia el nordeste.

La principal vía de comunicación es la RN 89 (asfaltada), que la vincula al nordeste con Las Breñas y la RN 16, y al sudoeste con General Pinedo y la provincia de Santiago del Estero. Otra ruta que atraviesa la ciudad es la ruta provincial 12 (de tierra), la cual la conecta al noroeste con varios parajes rurales del departamento Chacabuco. 
Cuenta con la Estación Charata, de la red del ferrocarril General Belgrano (con un trazado casi paralelo al de la ruta 89), importante medio de traslado de grano en la zona a cargo de la empresa estatal Trenes Argentinos Cargas. También ocupa sus vías el tren de pasajeros de la empresa estatal Trenes Argentinos Operaciones que presta un servicio diario entre Presidencia Roque Sáenz Peña y Chorotis.

## Parroquias de la Iglesia católica en Charata
| Diócesis  | San Roque de Presidencia Roque Sáenz Peña |
| --------- | ----------------------------------------- |
| Parroquia | Nuestra Señora del Perpetuo Socorro       |